# Вецаки
Ве́цаки (нем. Wätzacke Zeem, Wechaken, истор. рус. Вецакъ, латыш. Vecāķi, дословно «Старые крючки», от латыш. āķis — крючок) — приморский микрорайон в Риге, входящий в состав Северного района. С конца XIX века известен как курорт. В городскую черту включён в два этапа, в 1949 и 1960 году.
Граничит с микрорайонами Вецдаугава, Трисциемс и Мангальсала, а также с Царникавской волостью Адажского края.

## Название

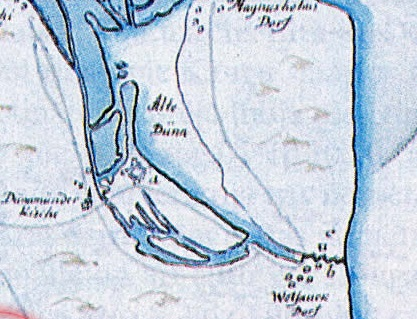
Вецаки (Wetsauck Dorf) на карте 1701 года

Рыбацкий посёлок на этом месте известен с XVII века, тогда же впервые упоминается и его название, связанное с рыбацким промыслом (от латыш. āķis — крючок). По другой версии, название посёлка произошло от изогнутой (крюкообразной) формы старого русла Даугавы, близ которого находится это селение. Также название местности возводят к ливскому aken — «окно», место впадения реки.
Языковед Бенита Лаумане объясняет происхождение названия традицией именовать «крюком» мыс или устье, что проявилось в других названиях — например, Lange Haken и Martsch Haken в Курляндии. Мыс у впадения Булльупе в Даугаву раньше назывался Aahacken.

## История
В 1797 году художник Иоганн Кристоф Броце запечатлел окрестности старой Даугавгривской церкви, видимые с разрушенного монастырского вала, в том числе и посёлок Вецаки. Художник отметил, что в посёлке находится 7 домов и их жители кормятся рыболовством.
Нынешняя курортная слава Вецаков родилась благодаря участию Августа Домбровского — латышского предпринимателя, политического и общественного деятеля второй половины XIX века. В 1897 году он совершил ознакомительную поездку в глубь соснового леса к северу от Риги, за пять вёрст за рабочим предместьем Мюльграбен, с целью обустройства там курортной зоны, способной конкурировать с Рижским взморьем. Эти земли принадлежали императорскому правительству, и за разрешением на их использование Домбровский обратился в Санкт-Петербург, к министру сельского хозяйства. В 1898 году было получено согласие, и в том же году на размеченных участках, предоставленных в аренду на 10-99 лет, началось строительство. 13 октября было получено разрешение на открытие первой купальни. В 1899 году была построена первая дача, принадлежавшая рижскому зубному врачу М.Вестархагену, что и послужило фактическим началом курорта. В 1914 году в посёлке насчитывалось 105 летних рекреационных домов, а также хорошо обустроенная спасательная станция. Было учреждено Общество благоустройства Вецакен. Сообщение с Ригой осуществлялось пароходом, курсировавшим почти ежечасно.
Во время Первой мировой войны почти все здания посёлка были уничтожены пожарами. Однако в последующие годы курорт полностью восстановился, чему способствовало проведение сюда железной дороги и открытие в 1933 году станции Вецаки. В 1937 году здесь насчитывалось более 120 летних дач и 9 зимних домиков.
7 мая 1949 года часть посёлка была официально включена в состав Риги; 7 сентября 1960 года жители и другой части Вецаки получили право именоваться рижанами.
В настоящее время Вецаки продолжают оставаться одним из любимых мест летнего отдыха жителей Риги. Оборудован современный пляж, работают несколько кафе и торговых точек. В микрорайоне ведётся строительство современных жилых домов малой этажности (до трёх этажей).
Для развития, благоустройства и дальнейшей популяризации курорта создана общественная организация «Общество Вецаки». Её силами подготовлена и выпущена в свет книга-путеводитель «Рижский курорт Вецаки». С 2014 года в последнюю субботу мая проводится «Праздник Вецаки», близ пляжа открыта копия скульптуры Игоря Васильева «На море». В 2016 году началось создание музея курорта, помещение для которого предоставила Латвийская железная дорога.
Рижская дума приводит общество «Вецаки» как положительный пример участия граждан в благоустройстве и развитии своего района. «Чтобы внести свой вклад в развитие Риги, нужно не ворчать и сетовать, а проявлять инициативу. Важно, чтобы люди относились к своему городу, как к своему дому». Самоуправление несколько раз выделяло софинансирование на проекты общества: издание книги и проведение мероприятий.

## Место отдыха
В 2001 году Национальный центр здоровья среды дал положительное заключение о соответствии места купания требованиям благоустройства и гигиены в Риге только пляжу в Вецаки.
Зона активного отдыха в Вецаки имеет протяженность 700 м из общей длины пляжа 2,8 км, в 2013 году ему присвоен сертификат качества Национального пляжа. Здесь имеются кабины для переодевания, детские и спортивные площадки, передвижные туалеты, в том числе приспособленные для инвалидов.
В 2008 году пляж Вецаки впервые был удостоен Голубого флага — международной категории, которая присваивается пляжам, где вода отвечает высоким стандартам качества и пригодна для безопасного купания. Однако впоследствии качество воды стали проверять строже: для сравнения берут данные не за один год, а за четыре. В 2017 году пляж Вецаки впервые остался без Голубого флага из-за обилия синих водорослей, размножающихся в теплую погоду на фоне загрязнения сточных вод фосфатами (их источник — стиральный порошок).

## Достопримечательности
В июне 2008 года на глубине 20 метров в море вблизи Вецаки обнаружен бомбардировщик 1-го гвардейского минно-торпедного авиаполка Балтийского флота «Бостон А-20», сбитый зенитками при возвращении с боевого задания 27 ноября 1943 года. Экипаж самолёта спасли рыбаки Георг и Микелис Иннусы. Поскольку побережье контролировали немецкие войска и было запрещено причаливать к берегу во время рыбной ловли, а по возвращении с неё рыбаки были обязаны прийти на контрольный пункт и предъявить немцам лодку и всё, что в ней есть, Иннусы посоветовали экипажу скрыть их звания и награды и сдаться в плен. Экипажем самолёта руководил капитан Пётр Васильевич Летуновский (погиб в концлагере), штурман гвардии старший лейтенант Николай Иванович Демченко и стрелок-радист гвардии старший сержант Алексей Ананьевич Кузьмин.

## Транспорт
Автобус
- № 24 — ул. Абренес — Мангальсала
- № 29 — Межциемс — Вецмилгравис — Вецаки (продлевается до Вецаки только в летний сезон)
- № 58 — Пурвциемс — Вецмилгравис — Вецаки (продлевается до Вецаки только в летний сезон)

Электропоезд
- Станция Вецаки на линии Земитаны — Скулте

## Вецаки в искусстве
- Вецаки 1930-х годов воспеты известным латышским писателем Вилисом Лацисом в его хрестоматийном романе «Сын рыбака». В книге присутствует много увлекательных пейзажных описаний, а также автор даёт подробную красочную характеристику образа жизни обитателей рижского рыбацкого посёлка.
- Быт рыбаков также отразил латышский писатель 1930-х годов Вилис Велдре в книге «Жизнь у моря».
- В 1980-е годы в Вецаках проходили съёмки сериала «Долгая дорога в дюнах», который приобрёл всесоюзную популярность.

## Известные персоны
- Лев Буковский (10.06.1910 — 18.03.1984), скульптор, автор Саласпилсского мемориала и Памятника освободителям Риги. С 1950-х годов жил и работал на ул. Секлю, 6.
- Композитор Луция Гарута (14.06.1902 — 15.02.1977) жила на ул. Пуйкулес, 1. Её творчеству был посвящен Праздник Вецаки в 2018 году[11].
- Карлис Памше (31.03.1917 — 09.09.2015), театральный режиссёр, актер, педагог, писатель[12]. В его доме на просп. Вецакю, 96, бывали Гунар Цилинский, Велта Лине, Элза Радзиня, Карлис Себрис, Анта Клинтс, Гунтарс Земгалс, Олег Скарайнис, Лев Буковский. Ранее, когда режиссёр занимал одно крыло дачи на просп. Капу, 5, у него в гостях бывали ученица Станиславского, режиссёр и педагог Мария Осиповна Кнебель и известный певец, народный артист СССР Георг Отс.
- Андрис Фрейбергс (р. 1938), художник, выдающийся латвийский сценограф, оформивший за творческую жизнь более 230 театральных спектаклей по всему миру, в молодости жил на «актёрской даче» на просп. Капу, 5.
- Игорь Васильев (1940—1997), скульптор, профессор Латвийской академии художеств, жил в доме на ул. Пуйкулес, 2.
- Харий Силс, путешественник, первый латыш, достигший Северного полюса на лыжах, совершивший вместе с Валдисом Брантом автопереход по Латинской Америке от Мехико до Буэнос-Айреса, затем самостоятельно автопереход через Центральную Африку протяженностью 22 тыс. километров.
- Юрис Какситис (27.04.1943), член Верховного суда Латвийской ССР, депутат и председатель Юридической комиссии Сейма, товарищ премьер-министра ЛР, министр защиты среды и регионального развития, присяжный адвокат, жил на ул. Пакалнес, 20.

## Галерея
|  |  |  |  |  |  |  |
|  |  |  |  |  |  |  |